# José Luis García Ramón
José Luis García Ramón (Alicante 21 de septiembre de 1949) es un filólogo clásico lingüista griego y profesor universitario español.

## Biografía
Tras doctorarse en la Universidad Complutense de Madrid en 1974 con la tesis Sustratos y superestratos en los dialectos griegos. Tesalia y el protoeolio, fue Profesor Titular de Filología Griega (1978-1988) y Catedrático de Filología Griega en la Universidad Autónoma de Madrid (1988-1995). En 1995 se trasladó a la Universidad de Colonia para ocupar la cátedra de Lingüística Histórica Comparada en el Instituto de Lingüística. Ha aceptado numerosas invitaciones para impartir seminarios y cátedras como profesor invitado, y es miembro de diversas sociedades científicas.
García Ramón trabaja en la morfosintaxis del verbo y en vocabulario, etimología, onomástica y lenguaje poético. En el campo de la reconstrucción indoeuropea, García Ramón centra su atención en el griego micénico, el latín y las lenguas itálicas, las lenguas indoiranias y las lenguas anatolias.

## Obras principales
- Estrabón, Geografía I–II. Introducción general J. García Blanco, traducción y notas J. L. García Ramón y J. García Blanco. Ed. Gredos, Madrid 1991, ISBN 8424914732.
- Les origines postmycéniennes du groupe dialectal éolien. Salamanca 1975, OCLC 851117354.
- Con Emilio Crespo y A. Striano (eds.) (1993): Dialectologica Graeca. Actas del II Coloquio Internacional de Dialectología Griega (Miraflores de la Sierra [Madrid], 19–21 de junio de 1991). Madrid: Universidad Autónoma de Madrid, ISBN 8474777348.
- Con Emilio Crespo (eds.) (1997): Berthold Delbrück y la sintaxis indoeuropea hoy. Actas del Coloquio de la Indogermanische Gesellschaft Madrid, 21–24 de septiembre de 1994. Ediciones de la UAM y Ludwig Reichert Verlag, ISBN 3895000434.